# Ruda Żmigrodzka
Ruda Żmigrodzka – wieś w Polsce położona w województwie dolnośląskim, w powiecie trzebnickim, w gminie Żmigród.

## Podział administracyjny
| SIMC    | Nazwa                   | Rodzaj     |
| ------- | ----------------------- | ---------- |
| 0884430 | Biedaszkowo             | przysiółek |
| 0992013 | Hucisko                 | przysiółek |
| 0884424 | Ruda Żmigrodzka-Kolonia | część wsi  |

W latach 1975–1998 miejscowość administracyjnie należała do województwa wrocławskiego.

## Historia
Pierwsze wzmianki o miejscowości pochodzą z 1591 r. W XVI wieku przetwarzano tu rudę darniową wydobywaną na zachód i na wschód od wsi.

## Stawy Milickie
Dawniej Rudę Żmigrodzką otaczały dwa stawy: Pański (po stronie zachodniej) i Rudy (po stronie wschodniej wsi), które zlikwidowano na początku XIX wieku.
Obecnie w bezpośrednim kontakcie z miejscowością Ruda Żmigrodzką znajdują się Stawy Jamnik, Staw Krzysztof i Staw Rudy, z czego dwa pierwsze należą do Rezerwatu Stawy Milickie. Staw Rudy został odtworzony, w latach 80. XX wieku, na powierzchni 150 ha, a na miejscu wielkiego stawu Pańskiego dziś zbudowane są nowe stawy, położone po obu stronach szosy z Rudy Żmigrodzkiej do Radziądza. Na północ od wsi znajdują się rozległe lasy, w wielu miejscach podmokłe, a na południe płynie rzeka Barycz.